# Mario Sconcerti
Mario Sconcerti (Firenze, 24 ottobre 1948 – Roma, 17 dicembre 2022) è stato un giornalista e scrittore italiano.
La sua carriera si è svolta principalmente al Corriere dello Sport - Stadio, del quale è stato anche direttore. Ha diretto inoltre Il Secolo XIX. Appassionato sostenitore della Fiorentina, è stato direttore generale del Cecchi Gori Group nel periodo in cui Vittorio Cecchi Gori presiedeva il club. Per diversi anni ha partecipato a programmi televisivi dedicati al calcio in onda su Sky Sport, sulla Rai e sulle reti Mediaset.

## Biografia
Figlio di Adriano Sconcerti, noto agente sportivo nel mondo del pugilato, iniziò la carriera giornalistica al Corriere dello Sport nella redazione di Firenze. Nel 1972 venne assunto alla redazione di Milano. Nel luglio 1974 partecipò alla prima conferenza stampa di Fulvio Bernardini come neo commissario tecnico della nazionale di calcio. Furono sue le domande più scomode al CT che, a microfoni spenti, lo avvicinò chiedendogli: «Lei ha la patente?» e gli propose di fargli da autista per il suo tour nei ritiri delle squadre di Serie A. Un premio per la sua notevole competenza calcistica. Stando al fianco di Bernardini, Sconcerti ebbe notizie di prima mano e, in quell'estate, raccontò per primo l'esclusione di Gianni Rivera, Sandro Mazzola e di tutta la "vecchia guardia" e come sarebbe invece nata la nuova nazionale. Questa serie di scoop gli valsero il trasferimento a Roma alla sede centrale del Corriere dello Sport. Per cinque anni non si occupò di calcio e fece l'inviato di ciclismo, seguendo cinque Giri d'Italia e tre Tour de France, più tutte le "Classiche".
Nel 1979 si trasferì al quotidiano La Repubblica per fondare le pagine sportive del giornale fondato e diretto da Eugenio Scalfari. Qui portò nella redazione sportiva Gianni Brera, Gianni Mura, Mario Fossati, Emanuela Audisio e Licia Granello. Diventò poi responsabile delle sedi di Milano, Bologna e Firenze di Repubblica. Nella primavera del 1987 diventò vicedirettore vicario de La Gazzetta dello Sport, sotto la direzione di Candido Cannavò. Tornato a Repubblica, fondò le pagine fiorentine del quotidiano nel 1988. Nel 1990 diventò caporedattore milanese del giornale, da cui si spostò nel febbraio 1992 per andare a dirigere Il Secolo XIX di Genova. Tornò a Roma nel 1995 per guidare per cinque anni, fino al 2000, il Corriere dello Sport. Durante la sua gestione il quotidiano sportivo della famiglia Amodei aumentò considerevolmente la propria tiratura.
Alla fine del 2000, durante gli ultimi anni della turbolenta gestione di Vittorio Cecchi Gori, ricoprì il ruolo di direttore generale della Cecchi Gori Group (l'accomandita che controllava la Fiorentina). Presto entrò in conflitto con il campione del mondo Giancarlo Antognoni, che ne era dirigente. La polemica, che ebbe un episodio chiave in una lite in televisione, raggiunse il massimo con le dimissioni date dall'allenatore dell'epoca Fatih Terim, alle quali Antognoni fece polemicamente seguire le proprie, criticando aspramente Sconcerti e la dirigenza. Sconcerti stesso si dimise dall'incarico dopo sei mesi, per divergenze con lo stesso Cecchi Gori. Diresse inoltre l'agenzia giornalistica Chilometri dal 2002 al 2004.
Nello stesso periodo iniziò una fortunata carriera televisiva. Per tre anni fu a Stream TV, poi, con la scomparsa della piattaforma, dal 2003 approdò a Sky Sport, con oltre trecento trasmissioni la domenica pomeriggio con Ilaria D'Amico in Sky Calcio Show e alcuni programmi serali come Terzo tempo - in onda con noi. Dal campionato del mondo 2006 fu firma sportiva del Corriere della Sera, mentre dal 2003 al 2008 condusse sull'emittente romana Radio Radio Sconcerti quotidiani (un programma di cultura, attualità e politica, condotto insieme a Gabriele Cosmelli e Avio Focolari). Sconcerti continuò a collaborare con Radio Radio.
Nell'agosto 2016, dopo tredici anni come opinionista sui canali Sky, venne ingaggiato dalla Rai come commentatore e opinionista sportivo, per trasmissioni "storiche" dell'emittente di stato quali 90º minuto e La Domenica Sportiva e i pre e post-partita della Coppa Italia. In occasione del campionato del mondo 2018 fu opinionista per Mediaset. Nello stesso anno fu opinionista anche della neonata emittente radiofonica RMC Sport Network. Il 27 maggio 2019, con la chiusura di RMC Sport, Sconcerti divenne editorialista del canale successore, TMW Radio. Ritornò sulle tv Mediaset comparendo come ospite su Rete 4 a Pressing - Prima serata e su Italia 1 a Pressing. Sul fronte radiofonico fu "ospite fisso" ai microfoni di Tele Radio Stereo 92.7 FM.
Sconcerti è morto il 17 dicembre 2022 a Roma, al policlinico di Tor Vergata, dove si trovava ricoverato per alcuni accertamenti a seguito di un improvviso peggioramento delle sue condizioni di salute. Aveva 74 anni.

## Opere
- La differenza di Totti, da Meazza a Roberto Baggio l'evoluzione del numero 10 (Limina Editore)
- Se ha torto Dio (Limina Editore)
- Baggio vorrei che tu Cartesio e io... Il calcio spiegato a mia figlia (Baldini, Castoldi e Dalai Editore)
- Con Moser da Parigi a Roubaix (Compagnia Editoriale)
- Storia delle idee del calcio. Uomini, schemi e imprese di un'avventura infinita (Baldini, Castoldi e Dalai Editore)
- Romolo. L'alba di Roma da riscrivere (Baldini, Castoldi e Dalai Editore)
- Il calcio dei ricchi (Baldini, Castoldi e Dalai Editore)
- Storia del gol: Epoche, uomini e numeri dello sport più bello del mondo (Mondadori, 2015)